# ديفيد روبرتسون
ديفيد روبرتسون (بالإنجليزية: David Robertson)‏ (16 أغسطس 1906 بكيركالدي في المملكة المتحدة - ) هو لاعب كرة قدم بريطاني (وحمل سابقاً جنسية المملكة المتحدة لبريطانيا العظمى وأيرلندا) في مركز حراسة المرمى. لعب مع نادي سانت ميرين ونادي سلتيك ونادي يورك سيتي ونادي كاودينبيث لكرة القدم وTranent F.C. ‏ ونادي كلايدبانك ‏.